# 17781 Kepping
17781 Kepping è un asteroide della fascia principale. Scoperto nel 1998, presenta un'orbita caratterizzata da un semiasse maggiore pari a 2,4336349 UA e da un'eccentricità di 0,0605404, inclinata di 3,08562° rispetto all'eclittica.